# Monolaurate de polyoxyéthylène sorbitane
Le monolaurate de polyoxyéthylène sorbitane, aussi connu comme polysorbate 20, E432, ou sous le nom de marque Tween 20, est un polysorbate possédant des propriétés tensioactives.

## Synthèse
Il est synthétisé par éthoxylation de sorbitane (lui-même produit par déshydratation de sorbitol), puis addition d'acide laurique (d'où son nom "monolaurate"). 
Comme son nom l'indique aussi, le processus d'éthoxylation (aussi appelé pégylation dans ce cas) donne à la molécule 20 fonctions de type polyéthylène glycol, réparties sur quatre chaînes ; le produit commercial est un mélange d'isomères. 

## Applications
Sa stabilité et sa relative innocuité sont valorisées dans un grand nombre d'applications courantes, y compris comme additif alimentaire et en biotechnologie.

### Industrie alimentaire
Le monolaurate de polyoxyéthylène sorbitane (numéro E432) est défini dans la règlementation européenne comme un « mélange de sorbitol partiellement estérifié et de ses monoanhydrides et dianhydrides avec de l’acide laurique commercial alimentaire, condensé avec environ 20 moles d’oxyde d’éthylène par mole de sorbitol et de ses anhydrides ».
Il est utilisé comme émulsifiant et agent mouillant pour favoriser la stabilité des émulsions et la dispersion des composés dans les solutions. Il est par exemple employé dans des crèmes glacées, sauces, potages, ou succédanés de crème. Il n'est pas connu comme toxique (notamment, on ne lui connaît aucun effet carcinogène ou génotoxique), par précaution néanmoins l'EFSA recommande une DJA de 25 mg par kg de poids corporel, une dose qu'il est peu probable de dépasser en consommation courante.

### Biotechnologie
Le polysorbate 20 est employé notamment pour le nettoyage du matériel de test immunologique (tels que les Western blot et ELISA), pour éviter des liaisons antigéniques parasites, ou dans la stabilisation de solutions de protéines (telles que la Tuberculine), ou en combinaison pour la lyse de cellules de mammifères. Les applications en pharmacie sont généralement liées à sa HLB élevée (16,7), qui favorise une bonne stabilisation des protéines, mais il présente l'inconvénient d'un profil hétérogène : le produit commercial étant un mélange d'isomères, sa composition exacte peut varier selon les fabricants et la méthode de synthèse exacte employée. 